# Bolesław III van Polen
Bolesław III, bijgenaamd Scheefmond (20 augustus ca. 1086 - mogelijk in Sochaczew (Polen), 28 oktober 1138) was een zoon van Wladislaus I Herman van Polen en van Judith van Bohemen.

## Jeugd
Wladislaus en Judith hadden na vijf jaar huwelijk nog geen kinderen gekregen. Wladislaus had wel een zoon Zbigniew, maar die was niet wettig. Daarom was hij al zo ver gegaan om zijn verbannen neef en troonpretendent Mieszko uit Hongarije te laten komen en hem tot troonopvolger te benoemen. Wladislaus en Judith zonden in 1085, in de hoop op kinderen, rijke giften aan de abdij van Sint-Egidius in Saint-Gilles (Gard) in Zuid-Frankrijk. Bolesław werd een jaar later geboren, maar zijn moeder herstelde niet van de bevalling en stierf enkele maanden later.
Wladislaus hertrouwde in 1089 met Judith Maria van Zwaben, dochter van keizer Hendrik III en weduwe van Salomo van Hongarije. Judith noemde zich voortaan Sophia ter onderscheid van Wladislaus' eerste vrouw. Uit dit huwelijk werden alleen dochters geboren zodat Bolesław de enige wettige erfgenaam van zijn vader bleef.
In 1089 overleed Mieszko, wat goed uitkwam omdat zijn bestaan een probleem was geworden. Zbigniew werd naar de abdij van Quedlinburg (stad) gestuurd voor zijn opvoeding. Vermoedelijk was het de bedoeling om hem een geestelijke te maken, wat hem ook zou uitschakelen als concurrent voor Bolesław. Het wegvallen van Mieszko en Zbigniew voorkwam ook het ontstaan van hof fracties rond verschillende troonkandidaten en de conflicten die daaruit zouden kunnen voortkomen.
Ondertussen moest Wladislaus de werkelijke macht afstaan aan de paltsgraaf Sieciech, die de steun had van de adel. Sophia steunde Sieciech en algemeen wordt aangenomen dat ze minnaars waren. Sieciech voerde een repressief bewind en veel van zijn tegenstanders vluchtten naar Bohemen. In 1093 ontvoerden tegenstanders van Sieciech Zbigniew uit het klooster en brachten hem naar Silezië, een streek waar veel verzet was tegen zowel Sieciech als Wladislaus. Sieciech en Bolesław waren gevangengenomen in Hongarije. In hun afwezigheid ondernam Wladislaus een expeditie tegen de adel in Silezië maar die liep uit op een mislukking. Hij moest in 1093 daarom een verklaring ondertekenen waarin hij Zbigniew erkende als wettige troonopvolger. Na de ontsnapping van Sieciech en Bolesław uit Hongarije organiseerde Sieciech een veldtocht tegen Silezië. Uiteindelijk kwam het in 1096 tot een veldslag bij Gniezno (stad). Sieciech leed zware verliezen maar kon Zbigniew gevangennemen. Na bemiddeling door de bisschoppen werd in mei 1097 vrede gesloten, waarbij Zbigniew werd vrijgelaten en zijn rechten werden bevestigd.
In West-Europa was had de eerste Kruistocht tot een sterke toename van jodenvervolging geleid. Veel joden trokken daarom naar Polen omdat het bewind van Wladislaus joden toestond om zich zonder beperkingen in heel Polen te vestigen. Wladislaus hoopte hiermee de modernisering van de Poolse economie te stimuleren.

### Samen met Zbigniew

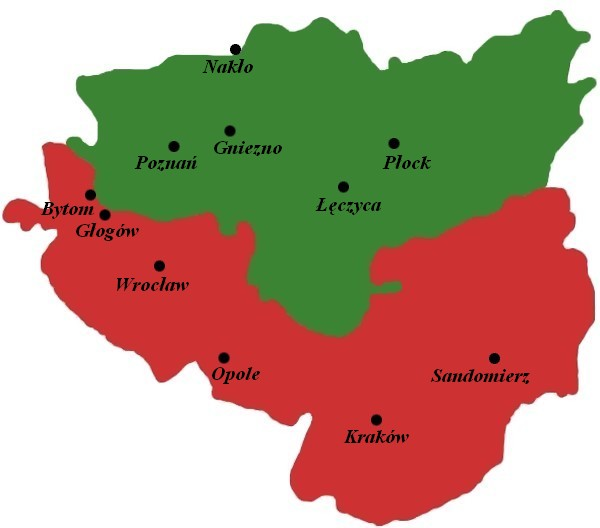
Groot-Polen en Mazovië (groen) en Klein-Polen en Silezië (rood)

Wladislaus was de hertog van Polen maar de macht lag bij verschillende fracties aan het hof. De partij rond paltsgraaf Sieciech en hertogin Sophia had de meeste invloed maar de partij rond de erfopvolgers Zbigniew en Bolesław werd steeds sterker. In 1098 eisten de broers dat het bestuur aan hen (en hun adviseurs, Bolesław was nog maar twaalf jaar oud) zou worden overgedragen. Wladislaus kwam ze in hoge mate tegemoet: Hij gaf het bestuur over Groot-Polen aan Zbigniew en het bestuur over Klein-Polen en Silezië aan Bolesław. Zelf hield Wladislaus het rechtstreekse bestuur over Mazovië met de stad Płock, en een aantal belangrijke steden als Wrocław, Krakau en Sandomierz.
Sieciech zag deze ontwikkeling als een regelrechte bedreiging. Hij overtuigde Wladislaus dat Zbigniew en Bolesław moesten worden aangepakt. In reactie organiseerde de grootgrondbezitter Skarbimir een vetsje (volksvergadering, parlement) in Wrocław. Daar werd de voogd van Bolesław, een verwant van Sieciech, uit zijn functie gezet en vervangen door Skarbimir. Zbigniew en Bolesław sloten een formeel bondgenootschap. In 1099 kwam het tot een treffen aan de rivier Pilica (rivier) in de regio Dopiewo (gemeente). De troepen van Zbigniew en Bolesław behaalden de overwinning. Wladislaus werd gedwongen om Sieciech zijn functie van paltsgraaf te ontnemen. Het kwam nog niet tot vrede: Sieciech werd achtervolgd toen hij naar Sieciechów (Mazovië) vluchtte. Wladislaus wilde hem helpen en het kwam tot een laatste confrontatie bij Płock. Dit was een duidelijke overwinning voor Zbigniew en Bolesław. Wladislaus droeg alle macht aan ze over en overleed enkele jaren later in 1102. Sieciech ging in ballingschap in Duitsland. Na verloop van tijd kon hij terugkeren naar Polen maar speelde geen rol van betekenis meer.

## Hertog van Polen
Na de dood van Wladislaus werd Polen gesplitst: Zbigniew kreeg Groot-Polen en Mazovië, Bolesław kreeg Klein-Polen en Silezië. In feite ontstonden zo twee aparte staten. Zbigniew en Bolesław regeerden apart van elkaar en volledig zelfstandig. Vanzelf leidde dit tot toenemende spanningen. Bolesław benoemde Skarbimir tot zijn paltsgraaf.

### Strijd om de macht in Polen
Het echte conflict ontstond om Pommeren dat grensde aan de gebieden van Zbigniew. Bolesław wilde Pommeren bij Polen voegen maar Zbigniew wilde goede relaties met een onafhankelijk Pommeren. In de herfst van 1102 stuurde Bolesław een leger naar Pommeren dat o.a. Białogard plunderde. Als vergelding plunderden bendes uit Pommeren Poolse gebieden, maar dat waren natuurlijk de aangrenzende bezittingen van
Zbigniew. De halfbroers begonnen nu een diplomatiek en militair steekspel om de macht:
- Zbigniew deed zijn best om de goede relaties met Pommeren te herstellen en hij sloot een bondgenootschap tegen Bolesław met Bořivoj II van Bohemen;
- Bolesław sloot een bondgenootschap met Svjatopolk II van Kiev en haalde de banden aan met belangrijke Hongaarse edelen;
- Bolesław erkende paus Paschalis II en onderstreepte daarmee zijn onafhankelijkheid van Duitsland;
- Bolesław hielp Koloman van Hongarije om koning te worden;
- Bořivoj II van Bohemen viel de gebieden van Bolesław binnen, op verzoek van Zbigniew;
- Bolesław viel Pommeren aan (1104)
- Bolesław viel samen met Koloman van Hongarije, Bohemen aan (1105);
- Bolesław sloot een overeenkomst met zijn stiefmoeder Sophia dat zij Zbigniew niet zou steunen, in ruil voor grote schenkingen (1105);
- Bořivoj II van Bohemen koos de kant van Bolesław, in ruil voor een groot bedrag aan geld (1106).

Tijdens een landelijke vetsje werd besloten dat Zbigniew en Bolesław geen onafhankelijke buitenlandse politiek mochten voeren maar dat ze voor al hun beslissingen de goedkeuring van de ander zouden moeten vragen. Deze regeling was in het nadeel van Bolesław die diplomatiek veruit de sterkste positie had opgebouwd. Daarom besloot Bolesław tot oorlog tegen Zbigniew. Met hulp van Kiev en Hongarije kon hij vrij snel Groot-Polen veroveren. Het kwam tot onderhandelingen in Łęczyca. Zbigniew erkende Bolesław als zijn heer maar hield het bestuur over Mazovië.
Zbigniew kon het niet opbrengen om zich volledig aan Bolesław te onderwerpen. Volgens afspraak met Bolesław moest hij enkele belangrijke versterkingen ontmantelen maar Zbigniew maakte geen aanstalten om dat ook te gaan doen. Ook weigerde Zbigniew om troepen te leveren voor een campagne tegen Pommeren. In de winter van 1107-1108 ondernam Bolesław daarom weer een expeditie tegen Zbigniew, opnieuw met steun uit Kiev en Hongarije. Zbigniew werd eenvoudig verslagen en werd door Bolesław verbannen.

### Alleenheerser
Bolesław en Koloman van Hongarije vielen in 1107 Bohemen binnen en plaatsten op 14 mei 1107 Svatopluk van Bohemen op de troon. Toen troepen uit Duitsland en Bohemen in 1108 Koloman aanvielen, viel Bolesław opnieuw Bohemen binnen om Koloman te helpen. Daar kwam nog bij dat Svatopluk de afspraak niet was nagekomen om Poolse steden die door Bohemen waren bezet, op te geven. Bolesław probeerde om Bořivoj II van Bohemen weer aan de macht te brengen maar dat mislukte.
Keizer Hendrik V had in 1109 genoeg van de agressieve politiek van Bolesław. Samen met Svatopluk van Bohemen begon hij een oorlog tegen Polen. De strijd speelde zich vooral af in Silezië. Belegerde Poolse steden verdedigden zich fel en Bolesław ging een grote veldslag uit de weg maar maakte het zijn tegenstanders moeilijk met guerrilla-achtige stijl van verzet. Op 24 augustus versloeg het Poolse leger een aanzienlijk Duits leger in een hinderlaag bij Wrocław. Deze veldslag werd later de slag op het Hondenveld genoemd omdat er zoveel lijken op het veld lagen dat de zwerfhonden die ervan vraten in een staat van woeste razernij raakten, waardoor niemand het slagveld durfde te betreden. Of het werkelijk een grote veldslag en een verpletterende Poolse overwinning was is maar zeer de vraag. Zeker is dat de Duitse en Boheemse legers zich aan het einde van de zomer terugtrokken.
Svatopluk van Bohemen was in 1109 in Polen gesneuveld en opgevolgd door Wladislaus I van Bohemen. Bolesław gaf echter de voorkeur aan Soběslav I van Bohemen. In 1110 viel hij dus nogmaals Bohemen binnen en versloeg het Boheemse leger - en trok zich vervolgens terug. In 1111 werd een bestand tussen Polen en Duitsland gesloten. Daarin werd bepaald dat Zbigniew mocht terugkeren naar Polen en dat Soběslav mocht terugkeren naar Bohemen. Zbigniew kwam inderdaad terug naar Polen en kreeg een toelage van Bolesław. En een jaar later liet Bolesław Zbigniew (letterlijk) de ogen uitrukken.

### Excommunicatieen boete
Er was onder de adel en de geestelijkheid veel verontwaardiging over de behandeling van Zbigniew. Aartsbisschop Martin I van Gniezno (een oude aanhanger van Zbigniew) besloot om Bolesław te excommuniceren. Voor een feodaal heer betekende dat ook dat zijn vazallen hem niet hoefden te gehoorzamen. Bolesław had dus met een dreigende bestuurscrisis te maken en besloot op een overtuigende manier boete te doen. Hij vastte veertig dagen, droeg alleen maar grofharen kleding en sliep op de grond. Bolesław vroeg, en kreeg, vergiffenis van Zbigniew. Hij maakte een pelgrimstocht naar Székesfehérvár en terug in Polen deed hij boete voor de tombe van de heilige Adalbert van Praag. Verder gaf hij grote giften aan de armen en aan de kerk. Uiteindelijk was de aartsbisschop overtuigd en hief hij de excommunicatie op.

### Onderwerping van Pommeren
Bolesław had altijd het doel gehad om het onafhankelijke Pommeren te onderwerpen. Nu de binnenlandse situatie redelijk tot rust was gekomen begon Bolesław zich hier weer op te concentreren. Het was niet zijn doel om Pommeren in zijn geheel bij Polen te voegen, het hertogdom kon onafhankelijk blijven als het maar het Poolse oppergezag erkende. Daarnaast richtte Bolesław zich concreet op de versterking van de grens tussen Polen en Pommeren, en wilde hij wel de Pommerellen en de gebieden ten zuiden van de Noteć annexeren.
Bolesław begon weloverwogen eerst zijn steden in het noordelijk grensgebied, zoals Santok, te versterken. Daarnaast lukte het hem in 1114 om weer goede relaties te krijgen met Bohemen. Bolesław organiseerde een bijeenkomst aan de rivier Nysa Kłodzka waar Wladislaus I van Bohemen, Soběslav I van Bohemen en Otto II van Olomouc aan deelnamen. Wladislaus en Otto waren getrouwd met zusters en om de goede verhoudingen te bezegelen trouwde Bolesław (inmiddels weduwnaar) met de derde zuster Salomea van Berg-Schelklingen.
Nu de zuidelijke grens veilig was, begon Bolesław aan zijn campagnes in Pommeren. Die werden in 1117 verstoord doordat Skarbimir in opstand kwam. Skarbimir werd verslagen, zijn ogen werden uitgerukt en hij werd uit zijn ambt gezet. In zijn plaats werd Piotr Wlostowic tot paltsgraaf benoemd. Bolesław bezette in 1119 de Pommerellen en behaalde in 1121 een grote overwinning bij Niekładź. Bolesław stootte direct door en veroverde de goed versterkte stad Szczecin bij verrassing, door de stad over de bevroren moerassen aan te vallen. De successen van Bolesław en het wrede optreden van zijn troepen, lieten de Pommeren geen keuze dan zich te onderwerpen. Hertog Wartislaw I van Pommeren zwoer in 1122 trouw aan Bolesław, beloofde hem op verzoek troepen te leveren, en om een jaarlijkse schatting van 500 zilveren marken te betalen.
Pommeren was in deze tijd nog niet christelijk en Bolesław begon een politiek om het christelijk geloof in Pommeren te verspreiden, om Pommeren zo nauwer aan Polen te binden. In de eerste jaren had dit nauwelijks succes. Toen lukte het Bolesław om de zeer capabele bisschop Otto van Bamberg voor de prediking in Pommeren te interesseren. Tegelijk verlaagde hij de schatting voor Pommeren naar 300 zilveren marken, en kreeg in ruil hiervoor de steun van Wartislaw voor de bekering. Met de steun van Wartislaw kon Otto in 1124 en 1125 grote groepen Pommeren bekeren. Hij sloopte de vier belangrijkste heiligdommen in Pommeren (in Pyrzyce, Kamień Pomorski, Wolin (stad) en Szczecin) en bouwde kerken op die plaatsen. Door Pommeren stichtte Otto nog zeven kerken. Nadat Otto naar Duitsland was teruggekeerd braken er anti-christelijke opstanden uit in Pommeren. Het kwam zelfs zover dat bendes uit Pommeren plundertochten hielden in Polen. Bolesław wilde een strafexpeditie houden maar Otto kon een vreedzame oplossing bemiddelen. In 1128 keerde Otto terug naar Pommeren om zijn bekeringswerk voort te zetten. Bolesław hoopte in Pommeren een nieuw bisdom te stichten maar de aartsbisschoppen van Maagdenburg en Gniezno verhinderden dit omdat ze hun eigen gebieden met delen van Pommeren wilden uitbreiden. Pas na de dood van Bolesław zou er een apart bisdom in Pommeren komen (Prinsbisdom Kammin).
In 1135 onderhandelde Bolesław met keizer Lotharius III een regeling waarbij Bolesław Lotharius erkende als zijn heer voor Pommeren en Rügen. Onderdeel van de afspraak was dat Bolesław de schatting van Pommeren van de laatste twaalf jaar overdroeg aan Lotharius. Dit was een persoonlijke regeling en daardoor verloor Polen het gezag over Pommeren bij de dood van Bolesław in 1138. De bekering van Pommeren was toen nog lang niet voltooid, gezien het feit dat er in 1147 nog een kruistocht werd gehouden door Duitse vorsten.

## Testament
In zijn testament verdeelde Bolesław Polen over zijn vier oudste zoons en zijn weduwe. Alle zoons kregen een hertogdom, en daarmee gelijk in rang, maar de oudste kreeg in het testament een leidende rol toebedeeld - als een soort staatshoofd. Ook kreeg de oudste hertog de senioriteitslanden, een groot gebied in het hart van Polen. Samen met zijn eigen hertogdom gaf hem dat een economisch en militair overwicht op de andere hertogen. De hertogdommen waren in principe erfelijk maar de senioriteitslanden waren verbonden aan de rol van eerste hertog. Krakau, gelegen in de senioriteitslanden, werd de feitelijke hoofdstad. De verdeling was als volgt:
- Wladislaus de Balling: Silezië en als oudste de senioriteitslanden (Klein-Polen en oostelijk Groot-Polen);
- Bolesław IV van Polen: Mazovië;
- Mieszko III van Polen: westelijk Groot-Polen;
- Hendrik: de gebieden rond Sandomierz
- Salomea: de streek rond Łęczyca, om in haar onderhoud te voorzien. Als zij zou sterven, hertrouwen of geestelijke zou worden, zou dit gebied bij de senioriteitslanden worden gevoegd.

Het testament lijkt sterk te zijn beïnvloed door Salomea. Niet alleen werd ze zelf goed bedeeld maar ook kregen haar zoons een veel groter deel van de macht dan gebruikelijk was. De jongste zoon Casimir II van Polen is geboren in het jaar dat zijn vader overleed, vermoedelijk pas nadat het testament was opgesteld, en kreeg geen erfdeel.
Het testament van Bolesław creëerde een instabiele situatie en leidde tot een lange periode van burgeroorlogen.

## Huwelijken en kinderen
Bolesław was in zijn eerste huwelijk (16 november 1102/1103) getrouwd met Zbyslava (ovl. ca. 1110), dochter van Svjatopolk II van Kiev. Zij kregen de volgende kinderen:
- Wladislaus II
- onbekende dochter, 1124 getrouwd met Vsevolod Davidovich, prins van Moerom

Bolesław was in zijn tweede huwelijk (voorjaar 1115) getrouw met Salomea van Berg-Schelklingen. Zij kregen de volgende kinderen:
en werd vader van:
- Leszek (1115 – 26 augustus, voor 1138)
- Rikissa gehuwd met (1) Magnus de Sterke, met (2) Volodar van Polatsk (prins van Minsk) en met (3) Sverker I van Zweden
- onbekende dochter, gehuwd (ca. 1131) met Koenraad van Proseck
- Casimir (9 augustus 1122 - 19 oktober 1131)
- Gertrudis (ca. 1124 - 7 mei 1160), non in de Abdij Zwiefalten
- Bolesław IV de Kroesharige
- Mieszko III de Oude
- Hendrik van Sandomierz (ca. 1129 - 18 oktober 1166), bezocht Jeruzalem in 1154, sneuvelde tegen de Pruisen (volk).
- Dobronega (geb. voor 1129), gehuwd (ca. 1142) met Diederik van Niederlausitz,
- Judith (ca. 1133 - 8 juli ca. 1173), als peuter (1136) gehuwd met Ladislaus II van Hongarije maar later was dit huwelijk blijkbaar niet opportuun en het werd ontbonden, daarna (1148) gehuwd met Otto I van Brandenburg, begraven in de kathedraal van Brandenburg,
- Agnes (ca. 1137 - na 1182), gehuwd (ca. 1151) met Mstislav II van Kiev.
- Casimir II de Rechtvaardige

## Voorouders
| Voorouders van Bolesław III van Polen | Voorouders van Bolesław III van Polen                                         | Voorouders van Bolesław III van Polen                                  | Voorouders van Bolesław III van Polen                                     | Voorouders van Bolesław III van Polen                                     |
| ------------------------------------- | ----------------------------------------------------------------------------- | ---------------------------------------------------------------------- | ------------------------------------------------------------------------- | ------------------------------------------------------------------------- |
| Overgrootouders                       | Mieszko II Lambert van Polen (990-1034) ∞ Richeza van Lotharingen (1000-1063) | Vladimir van Kiev (956-1015) ∞ ? (-)                                   | Břetislav I van Bohemen (1002-1055) ∞ Judith van Schweinfurt (1003-1058)  | Andreas I van Hongarije (1014-1060) ∞ Anastasia van Kiev (1023-1074/96)   |
| Grootouders                           | Casimir I van Polen (1016-1058) ∞ Dobrognewa van Kiev (1012-1087)             | Casimir I van Polen (1016-1058) ∞ Dobrognewa van Kiev (1012-1087)      | Vratislav II van Bohemen (1035-1092) ∞ Adelheid van Hongarije (1040-1062) | Vratislav II van Bohemen (1035-1092) ∞ Adelheid van Hongarije (1040-1062) |
| Ouders                                | Wladislaus I Herman van Polen (1043-1102) ∞ Judith Přemysl (1057-1086)        | Wladislaus I Herman van Polen (1043-1102) ∞ Judith Přemysl (1057-1086) | Wladislaus I Herman van Polen (1043-1102) ∞ Judith Přemysl (1057-1086)    | Wladislaus I Herman van Polen (1043-1102) ∞ Judith Přemysl (1057-1086)    |
| Bolesław III van Polen (1073-1113)    |                                                                               |                                                                        |                                                                           |                                                                           |

Siemowit · Lestko · Siemomysł · Mieszko I · Bolesław I · Mieszko II Lambert · Bezprym · Mieszko II Lambert · Casimir I · Bolesław II · Wladislaus I Herman · Zbigniew · Bolesław III · Wladislaus II · Bolesław IV · Mieszko III · Casimir II · Leszek I · Wladislaus III · Mieszko IV · Koenraad · Hendrik I · Hendrik II · Koenraad · Bolesław V · Leszek II · Hendrik IV · Przemysł II · Wenceslaus II · Wenceslaus III · Wladislaus I · Casimir III · Lodewijk · Hedwig · Wladislaus II Jagiello · Wladislaus III · Casimir IV · Jan I Albrecht · Alexander · Sigismund I · Sigismund II August I · Hendrik · Anna · Stefanus Báthory · Sigismund III · Wladislaus IV · Jan II Casimir · Michaël Korybut Wiśniowiecki · Jan III Sobieski · August II · Stanislaus I Leszczyński · August II · Stanislaus I Leszczyński · August III · Stanislaus II August Poniatowski
- Gemeinsame Normdatei: 118854356
- International Standard Name Identifier: 0000 0001 1072 0042
- Library of Congress Control Number: n82101725
- Nationale Bibliotheek van Tsjechië: jo2006324822
- Nationale Bibliotheek van Israël: 987007280767505171
- Nationale Bibliotheek van Polen: a0000001178627
- Nederlandse Thesaurus van Auteursnamen: 298159473
- Virtual International Authority File: 77113233
- WorldCat: E39PBJrcjtTKvGYBcFqmMHC4v3